# Guillem Ignasi de Montis i Pont i Vich
Guillem Ignasi de Montis i Pont i Vic (Palma, 1774-1829) va ser un iIl·lustrat i polític mallorquí, segon marquès de la Bastida.
Element jove de la Societat Econòmica Mallorquina d'Amics del País des del 1796 i extinent coronel d'infanteria, es convertí en el principal cap liberal illenc de començ de segle. Fou amic d'Isidoro de Antillón i cofundador de l'Aurora Patriótica Mallorquina (1812-13). Posteriorment fou cap superior polític de les Balears (del setembre del 1813 al juny del 1814). Promogué la creació de la càtedra d'economia política (1814) de Palma. Després de sofrir empresonament i desterrament, tornà a ésser cap superior polític durant el Trienni Liberal (del febrer del 1821 al març del 1822).